# Pável Beliáyev
Pável Ivánovich Beliáyev (en ruso: Павел Иванович Беляев, Chelishchevo, 26 de junio de 1925-Moscú, 10 de enero de 1970) fue un cosmonauta soviético que participó en la histórica misión Vosjod 2 de 1965.

## Biografía
Beliáyev nació el 26 de junio de 1925 en Chelishchevo, actual distrito de Babushkinsky, óblast de Vólogda, Rusia. Su padre era asistente médico y su madre trabajaba en una granja colectiva, fue uno de seis hijos del matrimonio y era conocido como Pasha por su familia y amigos.  En 1932, su familia se mudó a la cercana aldea de Minkovo.  Su padre era asistente médico y su madre trabajaba en una granja colectiva. Beliáyev comenzó su educación a los 7 años en 1932. Física y geografía eran sus materias favoritas. De niño, disfrutaba jugando al hockey y cazando. Justo antes de cumplir 13 años, la familia se mudó a la región de Kamensk-Uralsky. Continuó su educación en la escuela secundaria de Gorkogo.
En 1942, Beliáyev aceptó un trabajo temporal como tornero en una fábrica y posteriormente se convirtió en operador de control en la fábrica de tuberías de Sinarsk, en apoyo al esfuerzo bélico.  Solicitó ingreso en la escuela especial de la fuerza aérea en Sverdlovsk, pero no logró ser admitido. Intentó unirse a una unidad de combate de esquí como voluntario, pero fue rechazado nuevamente por ser demasiado joven. En 1943, justo antes de cumplir los 18 años, fue llamado a filas. Ingresó en la 3.ª Escuela Sarapul, donde comenzó su formación como piloto naval. Se graduó en 1944 y posteriormente se trasladó a la Escuela Aeronaval de Stalin.

## Trayectoria
Beliáyev se graduó como piloto militar en 1945 con el rango de teniente subalterno. La guerra había terminado en el oeste, por lo que Beliáyev fue enviado a defender las regiones orientales de Rusia. Voló cazas Yakovlev, Lavochkin y MiG en los últimos días de la guerra contra Japón, en agosto de 1945.
Beliáyev permaneció en el Este durante la siguiente década, estacionado principalmente en Siberia. Ascendió a teniente en 1947. En 1950, a teniente mayor. Durante este tiempo, voló siete tipos de aeronaves diferentes y llegó a ser considerado uno de los pilotos comandantes más talentosos de la Unión Soviética.  Recibió la medalla al Servicio Distinguido en Combate en 1953. En 1954, fue ascendido a capitán. Si bien seguía siendo aficionado a la caza, también disfrutaba de actividades académicas en su tiempo libre, como leer y escribir poesía, y tocar el piano y el acordeón. En 1956, Beliáyev logró ingresar a estudios avanzados en la Academia de la Fuerza Aérea Bandera Roja. Se graduó en 1959 como piloto militar de segunda clase con el rango de mayor.
Durante los estudios finales de Beliáyev en la Academia de la Fuerza Aérea Bandera Roja, fue entrevistado y evaluado para su posible inclusión en el programa espacial. Los selectores quedaron impresionados por su capacidad para soportar altas fuerzas g. Beliáyev fue enviado al Escuadrón Aéreo 661 4.º IAD de la Flota del Mar Negro. Un mes después, fue nombrado comandante del escuadrón 241 del regimiento. Para cuando finalmente fue seleccionado, había registrado más de 1000 horas de vuelo en aviones de pistón y de reacción, y también había completado aproximadamente 40 saltos en paracaídas.  Beliáyev se presentó para su asignación en el recién formado TsPK (centro de entrenamiento de cosmonautas) el 25 de marzo de 1960.  A los 34 años, fue el candidato de mayor edad aceptado en el programa. Como mayor, fue el candidato de mayor rango y el único que vio servicio activo en la Segunda Guerra Mundial. Debido a su alto rango, Beliáyev se convirtió en el primer comandante del cuerpo de cosmonautas.  Beliáyev y Vladimir Komarov (dos años menor que Beliáyev) fueron los únicos candidatos que recibieron entrenamiento de la Academia de la Fuerza Aérea.  Yuri Gagarin apodó a los dos oficiales superiores "Los Profesores".
En agosto de 1960, Beliáyev se fracturó la parte inferior de la pierna justo por encima del tobillo durante un entrenamiento de paracaidismo. Este accidente retrasó su progreso aproximadamente 12 meses y lo excluyó de los primeros vuelos espaciales. Debido a la gravedad de la lesión, parecía improbable que Beliáyev volviera al programa, pero trabajó constantemente para recuperarse y recuperar su forma física. Tras un año de ausencia, aprobó el examen médico y regresó a los entrenamientos.
Tras el éxito de la primera misión Vosjod en 1964, se planeó una segunda misión, técnicamente más exigente, para 1965. Su objetivo principal era que un cosmonauta abandonara la cápsula y realizara una caminata espacial. Beliáyev fue confirmado como comandante principal de la tripulación del Vosjod 2 tan solo tres días antes del lanzamiento. Había existido preocupación sobre su aptitud para la misión tras un mal desempeño en las pruebas de la cámara de altitud dos meses antes. Fue su tripulante, Alexei Leonov, quien finalmente informó que «los responsables del fallo fueron los especialistas de la fábrica que daban soporte al equipo», y que Beliáyev había corregido el fallo él mismo, asumiendo así la responsabilidad del problema. Leonov, quien había sido elegido para realizar la caminata espacial, describió cómo prefería tener a Beliáyev como comandante de la misión en lugar de Khrunov. «Presioné con ahínco por Pasha, a quien consideraba más capaz que Khrunov. Había trabajado más con él; confiaba en él». El Vosjod 2 se lanzó el 18 de marzo de 1965. Tras el éxito de la misión, Beliáyev y Leonov recibieron la medalla de Héroe de la Unión Soviética , 15.000 rublos, un automóvil Volga y 45 días de vacaciones.
En un principio iba a pilotar la nave Vostok 8 a los Cinturones de Van Allen, pero la misión fue cancelada.

## Muerte y legado
Beliáyev murió cinco años después de la misión Vosjod 2 en 1970 a causa de una peritonitis resultante de una operación de úlcera de estómago.  Está enterrado en el cementerio Novodevichy de Moscú.
Beliáyev ha sido conmemorado junto con otras figuras prominentes de los inicios del programa espacial ruso con un busto en el Callejón de los Cosmonautas de Moscú. Pavel Beliáyev fue condecorado con la Orden de Héroe de la Unión Soviética (23 de marzo de 1965), la Orden de Lenin, la Orden de la Estrella Roja, numerosas medallas y órdenes extranjeras. También ostentó los títulos de Héroe del Trabajo Socialista de Bulgaria, Héroe de Vietnam y Héroe de Mongolia.
Su nombre aparece en la placa que acompaña a la escultura del Astronauta Caído colocada en la Luna el 1 de agosto de 1971 por la tripulación del Apolo 15.
Relatos de la vida y la carrera espacial de Beliáyev aparecen en los libros "Astronautas Caídos" (2003) y "En Ese Mar Silencioso" ( 2007), ambos de Colin Burgess. Beliáyev también aparece como personaje en la novela "Caída Libre" (2005), de Judith y Garfield Reeves-Stevens, donde es la primera persona en alunizar, horas antes del Apolo 11.

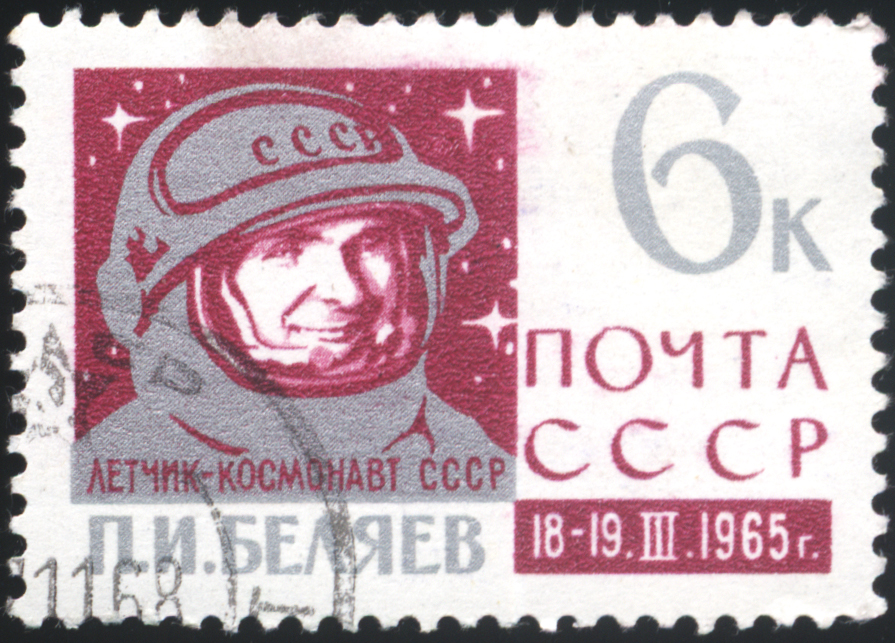
Pavel Beliáyev en un sello soviético de 1965 con valor de 6 kopeks

Pavel Beliáyev apareció en varios sellos. En 1965, apareció en sellos de la Unión Soviética, Cuba, Bulgaria, Alemania Oriental y Hungría. En 1966, apareció en sellos de Malí y Mauritania.
En 1970, la IAU bautizó con el nombre de Beliáyev un cráter situado en el otro lado de la Luna.
Un planeta menor descubierto en 1969 por la astrónoma soviética Lyudmila Chernykh lleva su nombre 2030 Belyaev.
Konstantin Khabensky interpretó a Beliáyev en la película rusa de 2017 La era de los pioneros, una dramatización de la misión Voskhod 2. Leonov actuó como consultor creativo y la película está dedicada a Beliáyev.

## Galería fotográfica

Desfile en honor de los cosmonautas Belyáyev y Leonov en Vologda (1965)
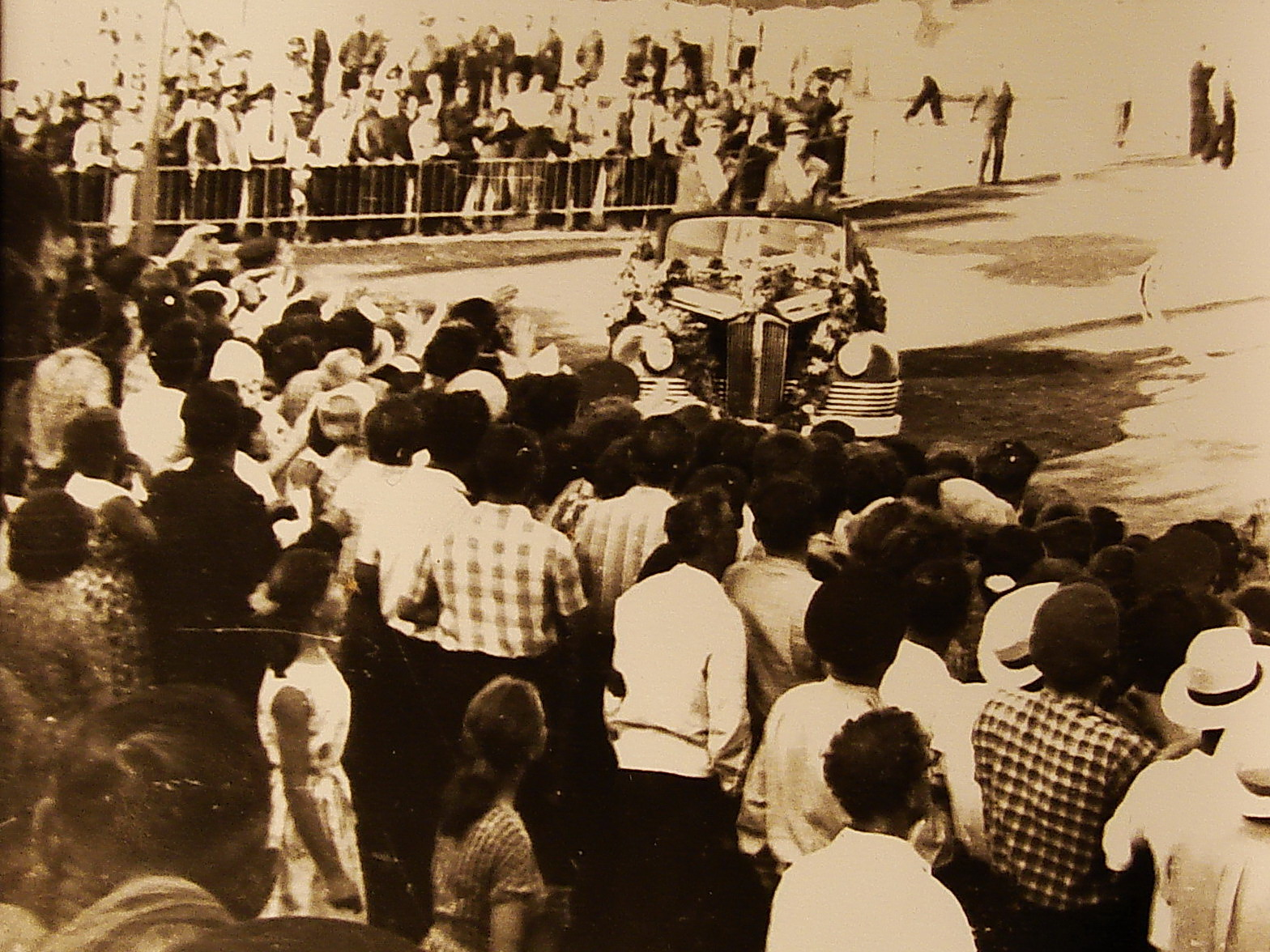
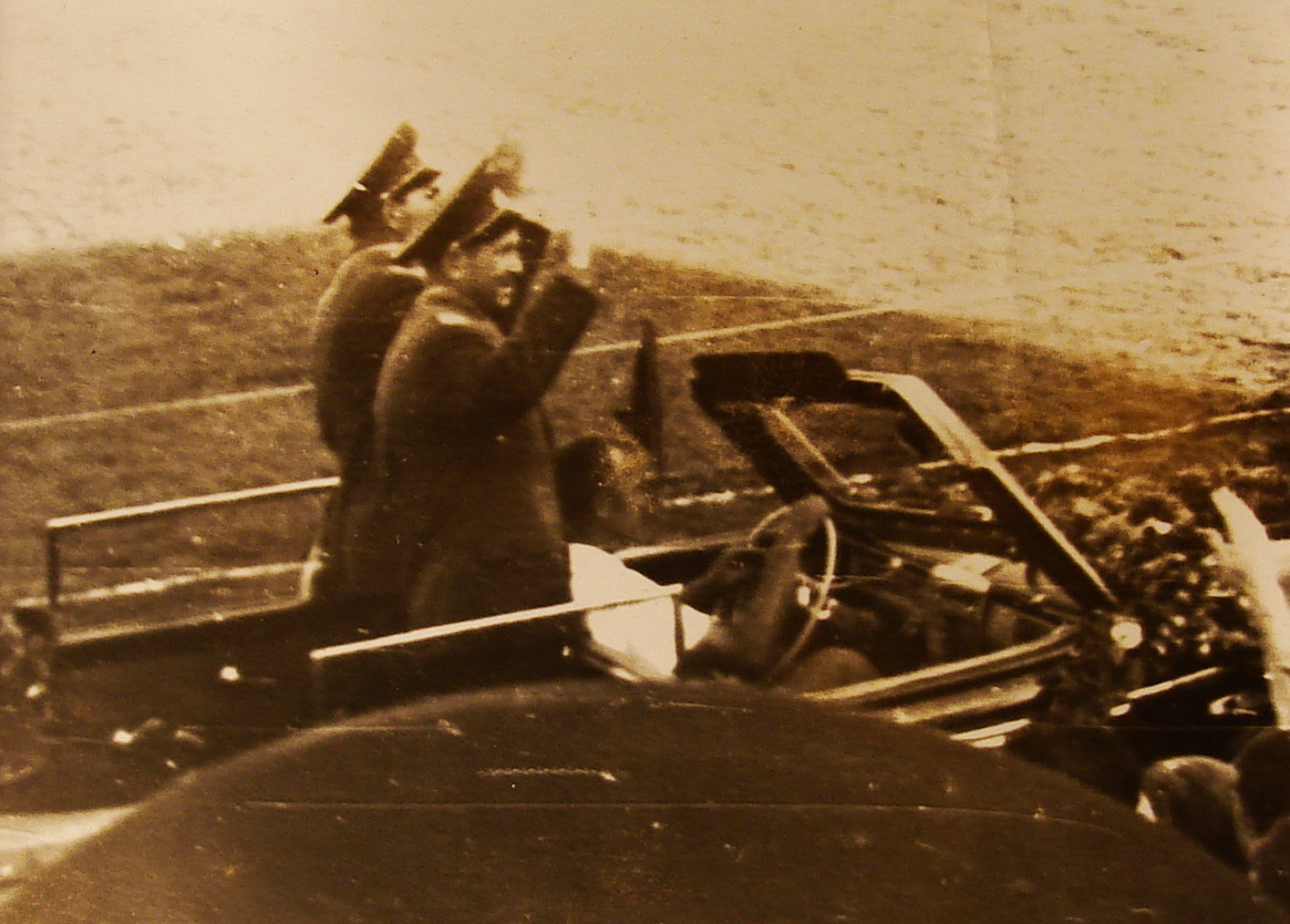
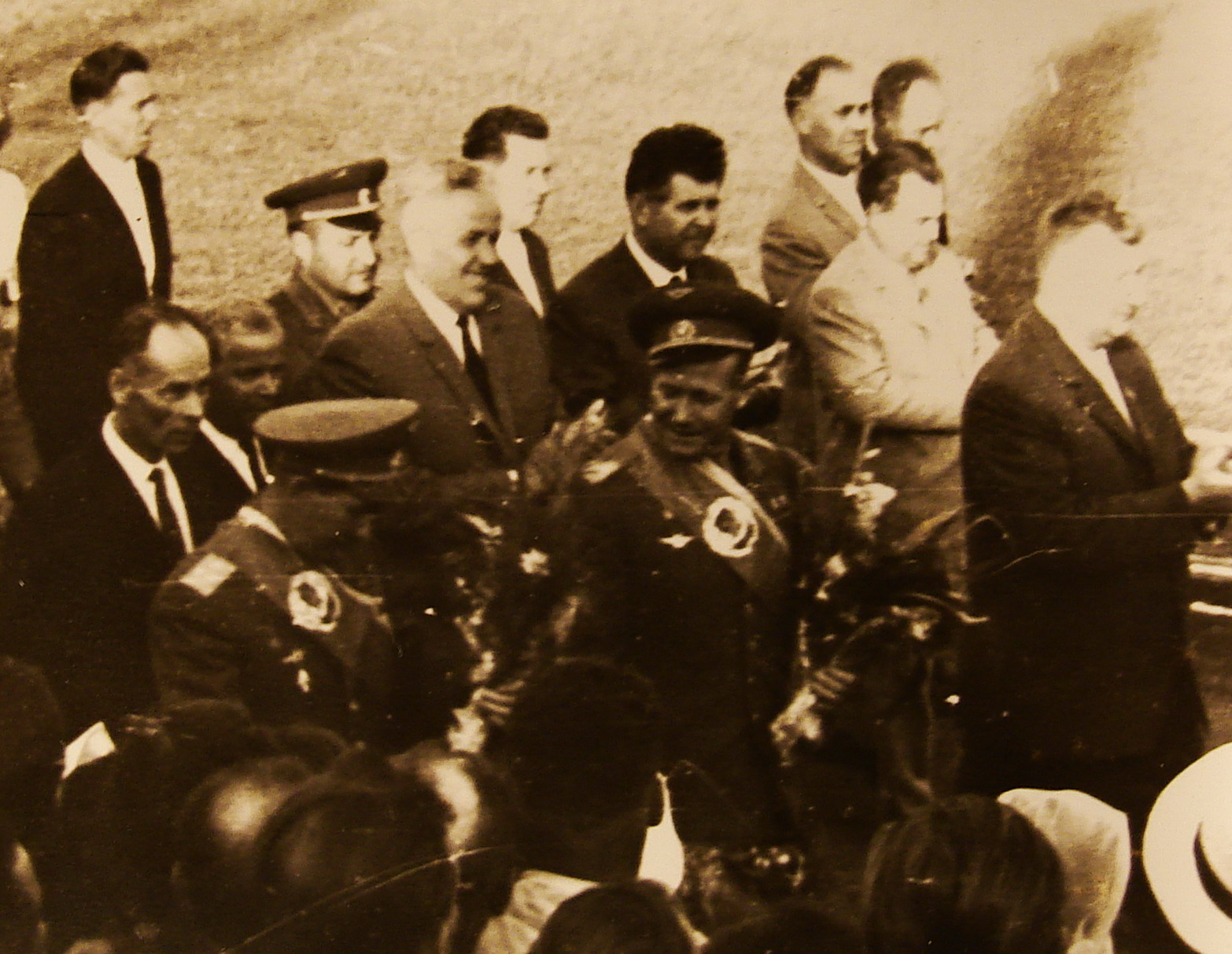

Beliáyev en Kiev
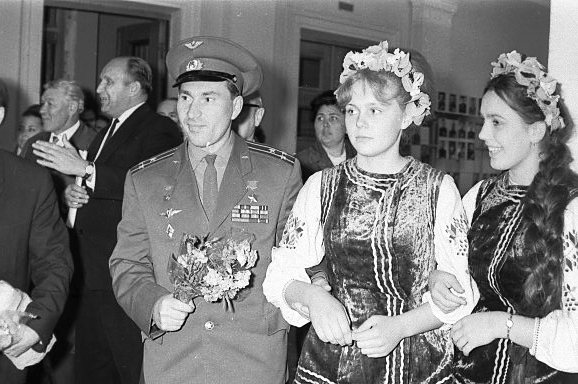
(Foto: A.T.Bormotova)

| - Desfile en honor de los cosmonautas Belyáyev y Leonov en Vologda (1965) | - Beliáyev en Kiev - (Foto: A.T.Bormotova) |